# Typhlops porrectus
Typhlops porrectus este o specie de șerpi din genul Typhlops, familia Typhlopidae, descrisă de Stoliczka 1871. Conform Catalogue of Life specia Typhlops porrectus nu are subspecii cunoscute.